# Viviennea sulfurea
Viviennea sulfurea là một loài bướm đêm thuộc phân họ Arctiinae, họ Erebidae.